# Alois Wolfmüller

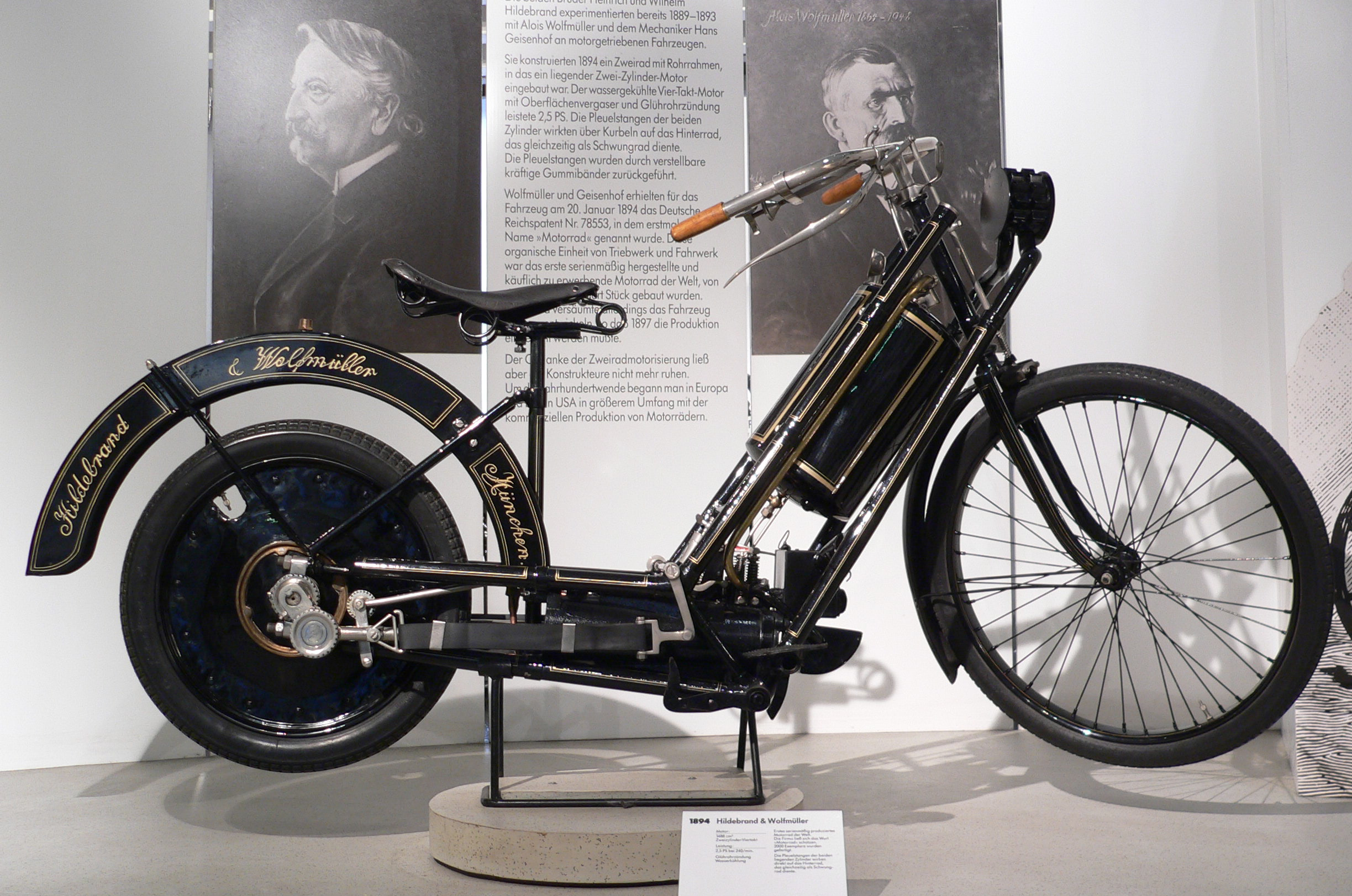
„Hildebrand und Wolfmüller“ von 1894 im Zweirad-Museum Neckarsulm

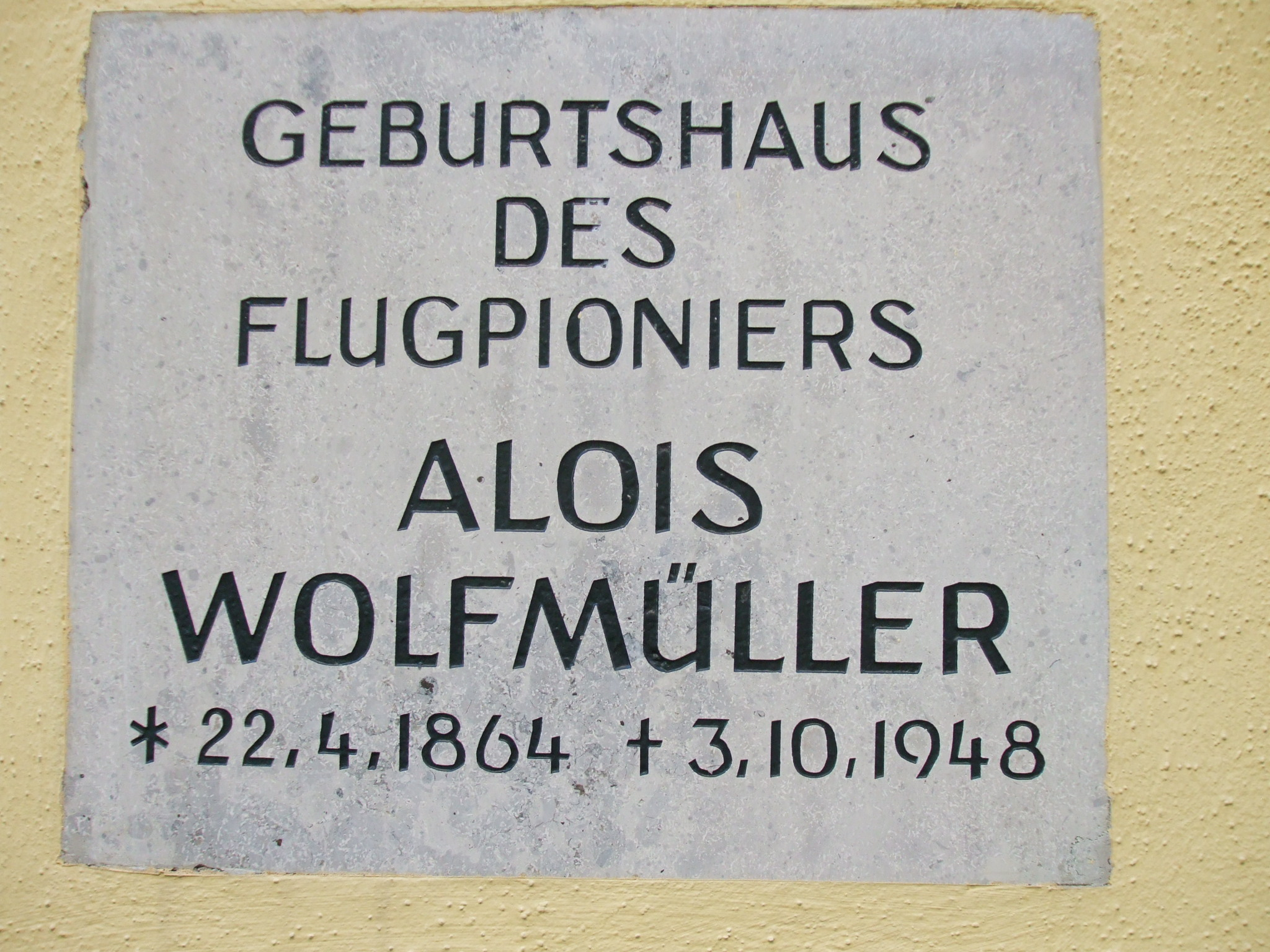
Gedenktafel in Landsberg am Lech

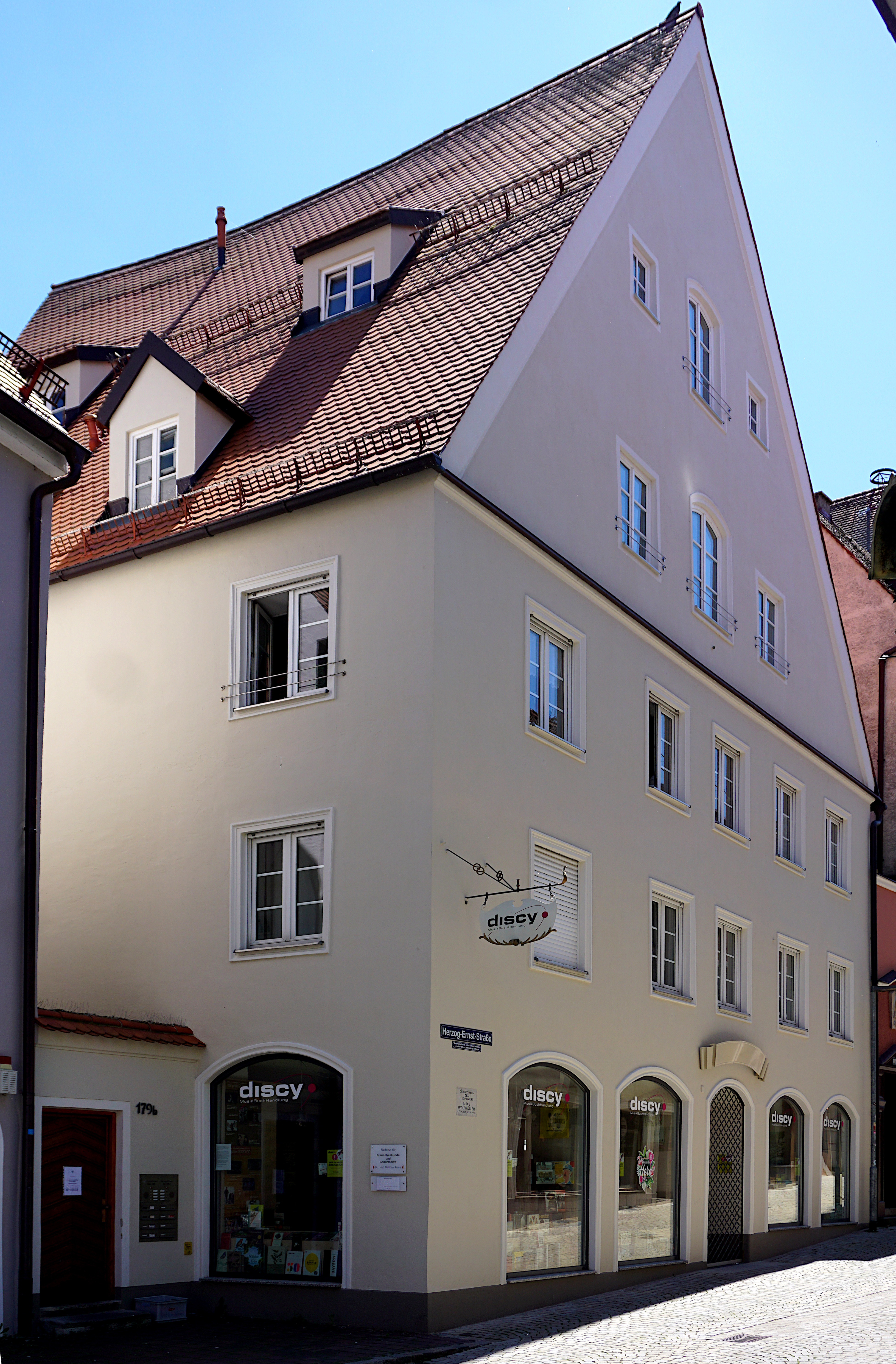
Das Geburtshaus Alois Wolfmüllers in der Herzog-Ernst-Straße 179 b in Landsberg am Lech

Alois Wolfmüller (* 24. April 1864 in Landsberg am Lech; † 3. Oktober 1948 in Oberstdorf) war deutscher Erfinder, Ingenieur und Luftfahrtpionier. Er entwickelte unter anderem das erste in Serie gegangene Motorrad der Welt.

## Leben
Wolfmüller besuchte in Landsberg die Volks- und Realschule, wo er sich bereits Gedanken zum Vogelflug gemacht haben soll. Aus dieser Zeit wird berichtet, dass ein Lehrer einmal zu dem ausnahmslos sehr guten Schüler Wolfmüller gesagt haben soll: „Aus Dir wird einmal entweder ein großer Lump oder sonst etwas ganz Großes.“ 1880 beendete er die Schule, deren Zeugnis ihm gute Leistungen in Rechnen, Zeichnen und der deutschen Sprache bescheinigten.
Wolfmüller schwankte noch vor seinem Abschluss bei seiner Berufswahl zwischen dem Beruf des Malers und dem des Mechanikers. Er entschied sich letzten Endes in der mechanischen Werkstatt des Vaters in die Lehre zu gehen. Ab dem 21. Lebensjahr arbeitete Wolfmüller als Mechaniker, Reparaturarbeiter und Drechsler in verschiedenen deutschen Firmen. 1889 trat er zudem als Schüler einer Maschinenbauschule bei, die er als hervorragender Schüler 1891 ohne Abschlussdiplom verließ. Es wird vermutet, dass er aufgrund des Stellenüberschusses in diesem Bereich auf die Werksmeisterprüfung verzichtet hat. Darauf folgend arbeitete Wolfmüller wieder als Konstrukteur, unter anderem in der Gasmotoren Fabrik Benz und Co. 
Als Zeitgenosse Otto Lilienthals korrespondierte er regelmäßig mit diesem in Briefen über Eigenschaften und Bauformen von Flugapparaten und deren Flügelbauformen und erwarb einen Normalsegelapparat von ihm. Er hat die Probleme Lilienthals mit der Gleitersteuerung gelöst. Otto Lilienthals Normalsegelapparat wurde mit Schwerpunktsteuerung durch Gewichtsverlagerung des Körpers gelenkt. Dieses Konzept wurde stets als problematisch empfunden. Wolfmüller löste dieses Problem an seinem Gleiter, indem er 1895 den Wolfmüller Gleitflugapparat als ersten Gleiter mit mechanischer Steuerung schuf. Dieses Konzept hat bis in die heutige Zeit Bestand. 
Außerdem gilt er als der Erfinder des ersten seriengefertigten Motorrades der Welt („Hildebrand und Wolfmüller“) und ist damit auch im Guinness-Buch der Rekorde eingetragen. Mit der Maschine nahm Wolfmüller zu Werbezwecken 1895 an mindestens zwei Rennen teil. Am 18. Mai 1895 startete er beim Esperimento di corsa di veicoli automotori, das von Turin nach Asti und zurück führte. Dieses Rennen gilt als erstes italienisches Automobilrennen überhaupt. Hinter Simone Federmann, der auf einem Daimler-Automobil mit einer Durchschnittsgeschwindigkeit von 15,5 km/h gewann, und Giovanni Battista Ceirano, der ebenfalls auf einer Hildebrand & Wolfmüller unterwegs war, belegte Alois Wolfmüller den dritten Platz. Von den fünf angetretenen Startern erreichten nur diese drei das Ziel. Nur wenige Wochen später mussten sowohl Wolfmüller aus auch Ceirano beim Rennen Paris–Bordeaux–Paris etwa zur Rennmitte aufgeben.
Fluggeräte von Alois Wolfmüller sind unter anderem in der Flugwerft Schleißheim, einer Außenstelle des Deutschen Museums zu besichtigen; Zweiräder sind im Zweirad-Museum Neckarsulm und im Deutschen Museum in München ausgestellt.

## Ehrung

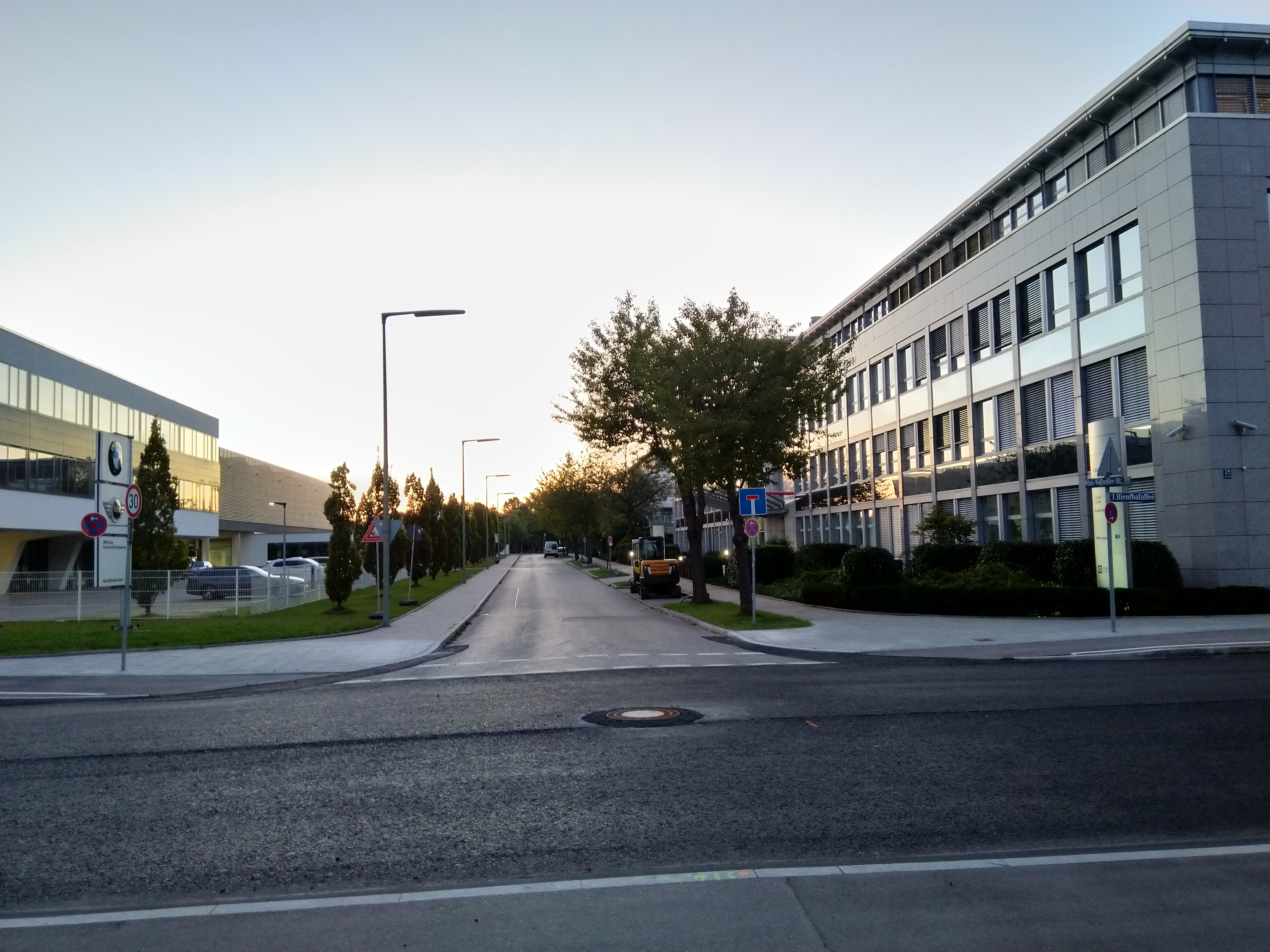
Alois-Wolfmüller-Str. in Schwabing-Freimann

1991 wurde in Schwabing-Freimann in München ihm zu Ehren die die Lilienthalallee kreuzende Alois-Wolfmüller-Straße, an der heute der BMW-Campus angrenzt, nach ihm benannt. Seit dem 14. September 2021 gibt es gleicherorts auch eine Bushaltestelle mit diesem Namen.